# Calzadilla de los Barros
Calzadilla de los Barros és un municipi de la província de Badajoz, a la comunitat autònoma d'Extremadura.

## Demografia
| 1910  | 1920  | 1930  | 1940  | 1950  | 1960  | 1970  | 1980 | 1990 | 2000 | 2003 | 2006 |
| ----- | ----- | ----- | ----- | ----- | ----- | ----- | ---- | ---- | ---- | ---- | ---- |
| 1.193 | 1.223 | 1.496 | 1.516 | 1.551 | 1.619 | 1.030 | 844  | 806  | 870  | 845  | 854  |